# María Luisa Cuerda Arnau
María Luisa Cuerda Arnau (España, siglo  XX) es una jurista española, catedrática de Derecho Penal en la Universidad Jaime I de Castellón.

## Biografía
Licenciada en Derecho por la Universidad de Valencia en el año 1986 y doctora en la misma disciplina por la Universidad Jaume I de Castellón, en 1995.

### Trayectoria académica
Nombrada profesora titular de la Universidad Jaime I de Castellón, en 1995.  Catedrática de Derecho Penal desde el año 2009. Ejerce  como magistrada suplente en la Audiencia Provincial de Castellón desde el año 1999 y continúa prestando funciones en dicho órgano judicial. Miembro del grupo de investigación en derecho  penal, criminología e inteligencia de la  Universidad Jaume I  de Castellón.  Coordinó  el área de derecho de la agencia nacional  de evaluación y prospectiva. Fue presidenta del comité de ética de la Agencia valenciana antifraude. Fue miembro de la junta directiva del grupo de  estudios de política criminal. Autora de artículos, capítulos de libros y monografías.Es vocal permanente de la Comisión General de Codificación. 

## Premios y reconocimientos
- 2020 Premio del Consejo Social a la mejor trayectoria investigadora.[9]